# داووس، سوئیس
شهر داووس  در بخش پرتیگو/دوو در ایالت گروبوندان در کشور سوئیس واقع شده‌است که ۱۱٬۲۱۱ نفر جمعیت دارد. داووس بر روی رودخانه لاند واسر (به آلمانی: Landwasser) واقع در کوه‌های آلپ سوئیس از سطح دریا قرار گرفته‌است. داووس با ۱۵۶۰ متر ارتفاع از سطح دریا، مرتفع‌ترین شهر در اروپا است.
تا پیش از سال ۱۹۷۱ میلادی، این شهر تنها محل اسکی بود. تا اینکه در این سال یک اقتصاددان آلمانی به نام کلاوس شواب تصمیم گرفت در گوشه‌ای دور از هیاهوی سیاسیون، جایی برای جمع شدن رهبران اقتصادی و سرمایه‌داران اروپایی پیدا کند که باعث شد بعد از ۱۸ سال این شهر میزبان مجمع جهانی اقتصاد شود.

## نگارخانه

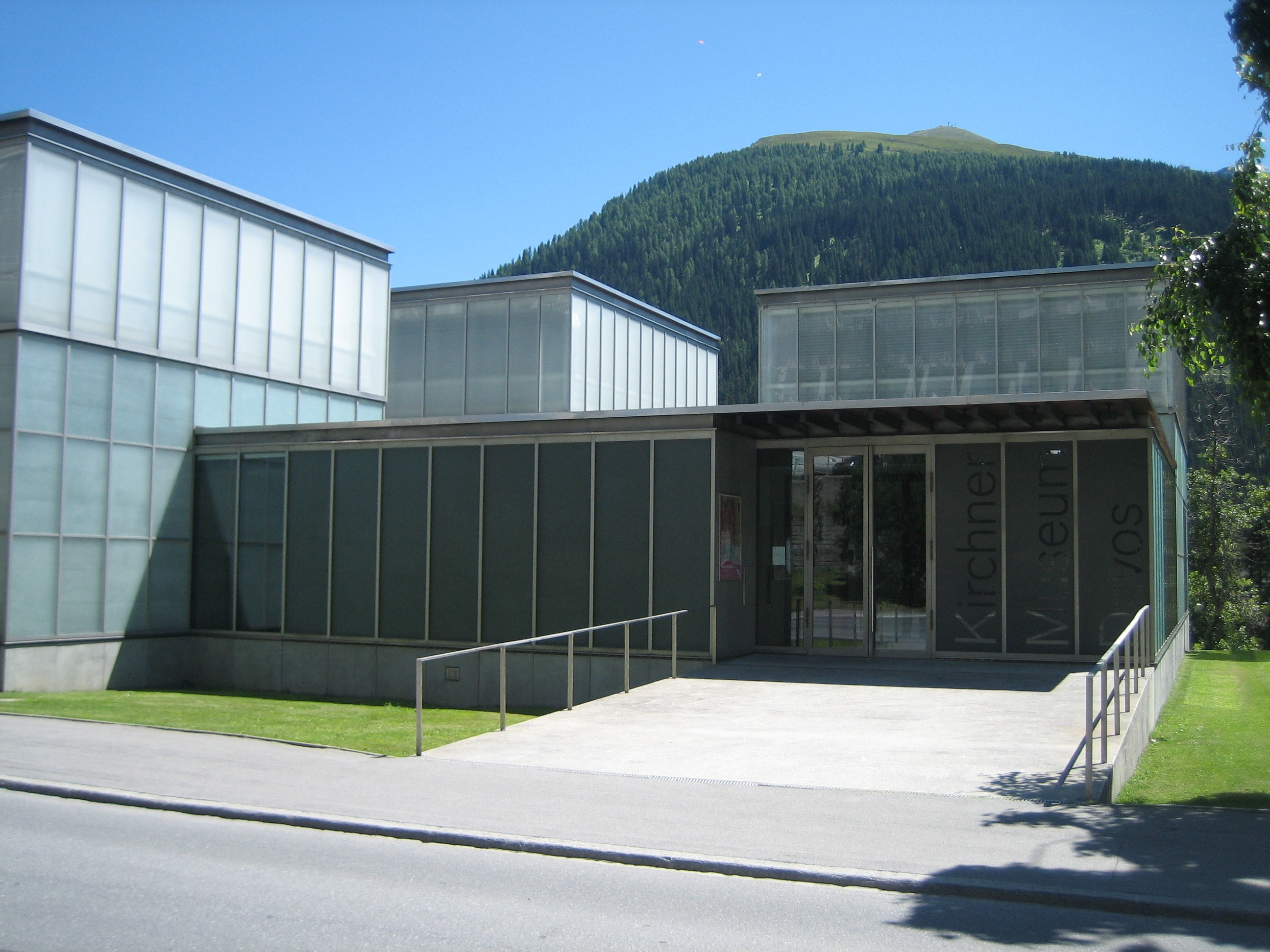
موزه کریشنر
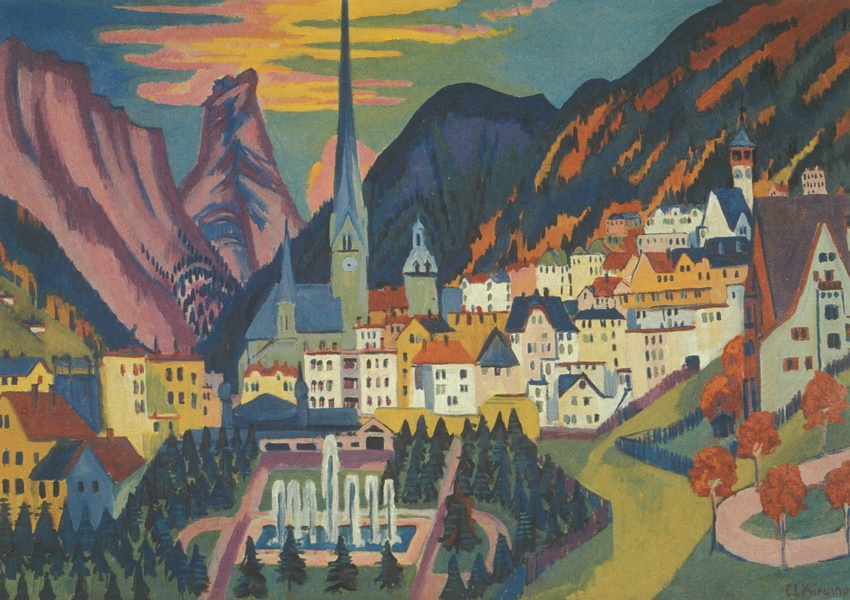
داووس در تابستان
اثر ارنست لودویگ کیرشنر

## خوانش بیشتر
- "Davos", Switzerland, Together with Chamonix and the Italian Lakes (26th ed.), Leipzig: Karl Baedeker, 1922, OCLC 4248970